# Coppa Italia 2016–2017 (volleyboll, damer)
Coppa Italia 2016-2017 i volleyboll för damer utspelade sig mellan 5 januari och 5 mars 2017. Det var den 39:e upplagan av turneringen och åtta lag från Serie A1 deltog. Imoco Volley vann tävlingen för första gången genom att besegra River Volley i finalen. Monica de Gennaro utsågs till mest värdefulla spelare.

## Regelverk
Turneringen genomfördes i cupformat. Kvartsfinalerna bestod av dubbelmöte (som avjordes med golden set om lagen hade samma setkvot). Semifinaler och final avgjordes däremot genom en direkt avgörande match.

## Deltagande lag
| Lag                                 | Turnering            | Deltog senast          |
| ----------------------------------- | -------------------- | ---------------------- |
| Volley Bergamo                      | 4:a Serie A1 2016–17 | Coppa Italia 2015–2016 |
| Neruda Volley                       | 7:a Serie A1 2016–17 | Debut                  |
| Futura Volley Busto Arsizio         | 6:a Serie A1 2016–17 | Coppa Italia 2014–2015 |
| Volleyball Casalmaggiore            | 1:a Serie A1 2016–17 | Coppa Italia 2015–2016 |
| Imoco Volley                        | 2:a Serie A1 2016–17 | Coppa Italia 2015–2016 |
| AGIL Volley                         | 3:a Serie A1 2016–17 | Coppa Italia 2015–2016 |
| River Volley                        | 8:a Serie A1 2016–17 | Coppa Italia 2015–2016 |
| Pallavolo Scandicci Savino Del Bene | 5:a Serie A1 2016–17 | Coppa Italia 2015–2016 |

## Turneringen

### Spelschema
|  | Kvartsfinaler | Kvartsfinaler                       | Kvartsfinaler | Kvartsfinaler |   |   | Semifinaler                         | Semifinaler | Semifinaler |  |  | Final | Final | Final |  |
|  |               |                                     |               |               |   |   |                                     |             |             |  |  |       |       |       |  |
|  |               |                                     |               |               |   |   |                                     |             |             |  |  |       |       |       |  |
|  | 2             | Imoco Volley                        | 3             | 3             |   |   |                                     |             |             |  |  |       |       |       |  |
|  | 2             | Imoco Volley                        | 3             | 3             |   |   |                                     |             |             |  |  |       |       |       |  |
|  | 7             | Neruda Volley                       | 0             | 0             |   |   |                                     |             |             |  |  |       |       |       |  |
|  | 7             | Neruda Volley                       | 0             | 0             |   | 2 | Imoco Volley                        | 3           |             |  |  |       |       |       |  |
|  |               |                                     |               |               |   | 2 | Imoco Volley                        | 3           |             |  |  |       |       |       |  |
|  |               |                                     | 3             | AGIL Volley   | 1 |   |                                     |             |             |  |  |       |       |       |  |
|  | 3             | AGIL Volley                         | 3             | AGIL Volley   | 1 | 3 | 3                                   |             |             |  |  |       |       |       |  |
|  | 3             | AGIL Volley                         |               |               |   |   |                                     |             |             |  |  |       |       |       |  |
|  | 6             | Futura Volley Busto Arsizio         | 2             | 0             |   |   |                                     |             |             |  |  |       |       |       |  |
|  | 6             | Futura Volley Busto Arsizio         | 2             | 0             |   | 2 | Imoco Volley                        | 3           |             |  |  |       |       |       |  |
|  |               |                                     |               |               |   |   |                                     |             |             |  |  |       |       |       |  |
|  |               |                                     | 8             | River Volley  | 0 |   |                                     |             |             |  |  |       |       |       |  |
|  | 4             | Volley Bergamo                      | 8             | River Volley  | 0 | 0 | 3                                   |             |             |  |  |       |       |       |  |
|  | 4             | Volley Bergamo                      |               |               |   |   |                                     |             |             |  |  |       |       |       |  |
|  | 5             | Pallavolo Scandicci Savino Del Bene | 3             | 2             |   |   |                                     |             |             |  |  |       |       |       |  |
|  | 5             | Pallavolo Scandicci Savino Del Bene | 3             | 2             |   | 5 | Pallavolo Scandicci Savino Del Bene | 1           |             |  |  |       |       |       |  |
|  |               |                                     |               |               |   | 5 | Pallavolo Scandicci Savino Del Bene | 1           |             |  |  |       |       |       |  |
|  |               |                                     | 8             | River Volley  | 3 |   |                                     |             |             |  |  |       |       |       |  |
|  | 1             | Volleyball Casalmaggiore            | 8             | River Volley  | 3 | 0 | 3                                   |             |             |  |  |       |       |       |  |
|  | 1             | Volleyball Casalmaggiore            |               |               |   |   |                                     |             |             |  |  |       |       |       |  |
|  | 8             | River Volley                        | 3             | 0             |   |   |                                     |             |             |  |  |       |       |       |  |
|  | 8             | River Volley                        | 3             | 0             |   |   |                                     |             |             |  |  |       |       |       |  |
|  |               |                                     |               |               |   |   |                                     |             |             |  |  |       |       |       |  |

### Resultat

#### Kvartsfinaler

##### Match 1
| 5 januari 2017 PalaPanini, Modena Speltid: ? - Åskådare: 1 903                | River Volley                        | 3 - 0 | Volleyball Casalmaggiore | 25-18, 25-22, 25-16              |
| 5 januari 2017 Palazzetto dello Sport, Scandicci Speltid: 1h:18 - Åskådare: ? | Pallavolo Scandicci Savino Del Bene | 3 - 0 | Volley Bergamo           | 25-16, 25-22, 26-24              |
| 5 januari 2017 PalaResia, Bolzano Speltid: 1h:23 - Åskådare: ?                | Neruda Volley                       | 0 - 3 | Imoco Volley             | 23-25, 22-25, 26-28              |
| 5 januari 2017 PalaYamamay, Busto Arsizio Speltid: 2h:01 - Åskådare: 2 340    | Futura Volley Busto Arsizio         | 2 - 3 | AGIL Volley              | 23-25, 17-25, 25-23, 25-15, 9-15 |

##### Match 2
| 8 januari 2017 PalaRadi, Cremona Speltid: ? - Åskådare: 2 912         | Volleyball Casalmaggiore | 3 - 0 | River Volley                        | 25-15, 25-15, 25-19 Golden set: 16-18 |
| 8 januari 2017 PalaNorda, Bergamo Speltid: 2h:05 - Åskådare: 1 403    | Volley Bergamo           | 3 - 2 | Pallavolo Scandicci Savino Del Bene | 23-25, 19-25, 27-25, 25-19, 15-7      |
| 8 januari 2017 PalaVerde, Villorba Speltid: 1h:29 - Åskådare: ?       | Imoco Volley             | 3 - 0 | Neruda Volley                       | 25-18, 30-28, 25-16                   |
| 8 januari 2017 PalaTerdoppio, Novara Speltid: 1h:26 - Åskådare: 3 000 | AGIL Volley              | 3 - 0 | Futura Volley Busto Arsizio         | 25-20, 29-27, 25-23                   |

#### Semifinaler
| 4 mars 2017 Nelson Mandela Forum, Florens Speltid: 2h:00 - Åskådare: ? | Pallavolo Scandicci Savino Del Bene | 1 - 3 | River Volley | 24-26, 25-19, 25-27, 22-25 |
| 4 mars 2017 Nelson Mandela Forum, Florens Speltid: 1h:58 - Åskådare: ? | Imoco Volley                        | 3 - 1 | AGIL Volley  | 23-25, 25-21, 25-23, 25-23 |

#### Final
| 5 mars 2017 Nelson Mandela Forum, Florens Speltid: 1h:19 - Åskådare: 4 550 | Imoco Volley | 3 - 0 | River Volley | 25-23, 25-22, 25-23 |